# Perry Ferguson (Filmarchitekt, 1901)
Perry F. Ferguson (* 13. November 1901 in Fort Worth, Texas; † 27. Dezember 1963 in Los Angeles) war ein US-amerikanischer Szenenbildner beim Film.

## Leben
Perry Ferguson begann 1933 seine Karriere als Szenenbildner in Hollywood, wo er bei RKO Pictures unter Vertrag genommen wurde und sich als sehr vielseitig erwies. So kam er sowohl bei Filmkomödien wie Leoparden küßt man nicht (1938), dem Abenteuerfilm Aufstand in Sidi Hakim (1939) als auch bei dem Astaire-Rogers-Filmmusical The Story of Vernon and Irene Castle (1939) zum Einsatz. Im Laufe der Jahre arbeitete er zudem mit einigen namhaften Regisseuren zusammen, darunter Howard Hawks, Orson Welles, Sam Wood, William Wyler und Alfred Hitchcock. Bei der Oscarverleihung 1937 war er erstmals in der Kategorie Bestes Szenenbild für den Kriminalfilm Winterset nominiert. Weitere Nominierungen erhielt er für Welles’ filmischen Meilenstein Citizen Kane (1941) und Sam Woods Sportlerbiografie Der große Wurf (1942), in der Gary Cooper die Hauptrolle spielte. Ab Mitte der 1950er Jahre war Ferguson hauptsächlich für das US-amerikanische Fernsehen tätig. 
Mit seiner Frau Mary J. hatte er den gleichnamigen Sohn Perry, der ebenfalls den Beruf des Filmarchitekten und Szenenbildners ergriff. Ferguson starb 1963 im Alter von 62 Jahren in Los Angeles. Sein Grab befindet sich auf dem Hollywood Forever Cemetery. Im Jahr 2003 veröffentlichte der United States Postal Service zusammen mit der Academy of Motion Picture Arts and Sciences zehn Briefmarken der Reihe „American Filmmaking: Behind the Scenes“. Eine dieser Briefmarken zeigt Perry Ferguson als Vertreter der Szenenbildner.

## Filmografie (Auswahl)
- 1935: Alice Adams
- 1935: Annie Oakley
- 1936: Ein aufsässiges Mädchen (A Woman Rebels)
- 1936: Winterset
- 1938: Leoparden küßt man nicht (Bringing up Baby)
- 1939: Aufstand in Sidi Hakim (Gunga Din)
- 1939: The Story of Vernon and Irene Castle
- 1939: Nur dem Namen nach (In Name Only)
- 1941: Citizen Kane
- 1941: Die merkwürdige Zähmung der Gangsterbraut Sugarpuss (Ball of Fire)
- 1942: Der große Wurf (The Pride of the Yankees)
- 1943: Geächtet (The Outlaw)
- 1943: The North Star
- 1944: Up in Arms
- 1944: So ein Papa (Casanova Brown)
- 1945: Der Wundermann (Wonder Man)
- 1945: Die Spur des Fremden (The Stranger)
- 1946: Der Held des Tages (The Kid from Brooklyn)
- 1946: Die besten Jahre unseres Lebens (The Best Years of Our Lives)
- 1947: Das Doppelleben des Herrn Mitty (The Secret Life of Walter Mitty)
- 1947: Desert Fury – Liebe gewinnt (Desert Fury)
- 1947: Jede Frau braucht einen Engel (The Bishop’s Wife)
- 1948: Cocktail für eine Leiche (Rope)
- 1948: Die tollkühne Rettung der Gangsterbraut Honey Swanson (A Song Is Born)
- 1950: Der Henker saß am Tisch (711 Ocean Drive)
- 1950: Aufruhr in Santa Sierra (The Sound Of Fury)
- 1951: The Groom Wore Spurs
- 1952: The Big Sky – Der weite Himmel (The Big Sky)
- 1964: Der schwarze Kreis (Dead Ringer)

## Auszeichnungen
- 1937: Oscar-Nominierung in der Kategorie Bestes Szenenbild für Winterset
- 1942: Oscar-Nominierung in der Kategorie Bestes Szenenbild für Citizen Kane zusammen mit Van Nest Polglase, A. Roland Fields und Darrell Silvera
- 1943: Oscar-Nominierung in der Kategorie Bestes Szenenbild für Der große Wurf zusammen mit Howard Bristol
- 1944: Oscar-Nominierung in der Kategorie Bestes Szenenbild für The North Star zusammen mit Howard Bristol
- 1945: Oscar-Nominierung in der Kategorie Bestes Szenenbild für So ein Papa zusammen mit Julia Heron